# Генеральний штаб Збройних сил Японії

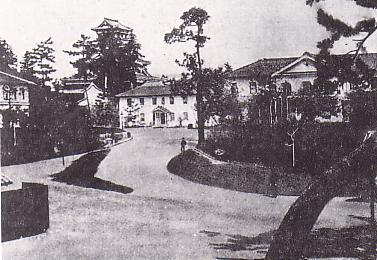
Будинок Генштабу Збройних сил Японії в Хіросімі до 1945 року.

Генеральний штаб Збройних сил Японії (яп. 大本営, だいほんえい, дайхон'ей) — в Японській імперії найвищий керівний орган  Імперською армією та Імперським флотом Японії на час бойових дій. 
Видавав накази армії і флоту на основі рескриптів Імператора Японії. 
Формувався на час проведення японсько-китайської війни 1894—1985 років, російсько-японської війни 1904—1905 років, другої японсько-китайської війни 1937—1945 та війни на Тихому океані 1941—1945 років.

## Історія

Емблема Імперської армії Японії

Емблема Імперського флоту Японії

Генеральний штаб Збройних сил Японії був встановлений 19 травня 1893 року на основі рескрипту №52 Імператора Японії. Цей штаб визначався найвищим керівним органом при Імператорі Японії, що координував дії Імперської армії та Імперського флоту Японії під час війни. 
Спочатку головою Генерального штабу Збройних сил Японії призначався голова Генерального штабу Імперської армії Японії. Він контролював і армію, і флот. Проте завдяки поправці 1903 року другим головою було призначено голову Генерального штабу Імперського флоту Японії. Після Імператорського рескрипту № 658 від 18 листопада 1937 року скликання Генерального штабу Збройних сил Японії було дозволене у мирний час, за наявності збройних інцидентів.
Вперше Генеральний штаб Збройних сил Японії було зібрано 2 червня 1894 року, за два місяці до оголошення війни китайській імперії Цін. 15 вересня він переїхав з Токіо до Хіросіми разом із Імператором Мейдзі. У Хіросімському замку спорудили двохповерховий будинок, штабквартиру Генштабу, яка водночас служила тимчасовим монаршим палацом. На засіданнях військовиків постійно був присутній прем'єр-міністр Японії Іто Хіробумі, який брав участь у прийнятті рішень. Генеральний штаб Збройних сил Японії було розпущено 1 квітня 1869 року по закінченню японсько-китайської війни.
Вдруге Генеральний штаб Збройних сил було скликано в Токіо 11 лютого 1904 року для керування діями армії та флоту в російсько-японській війні. Прем'єр Кацура Таро рідко з'являвся на засідання, доручивши справу війни військовим. Через 3 місяці після укладання Портсмутського миру Генштаб було розпущено.
18 листопада 1937 року, у зв'язку із спалахом війни у Китаї, Генеральний штаб Збройних сил Японії було скликано втретє. Він продовжував існувати до кінця Другій світовій війни, до 13 вересня 1945 року.

## Структура
Генеральний штаб Збройних сил Японії нагадував структуру Генштабів армії та флоту Японії.
На засіданнях Генерального штабу Збройних сил, де приймалися найважливіші рішення, були присутні Імператор Японії, голова Генштабу армії, голова Генштабу флоту, заступники обох голів, голови перших відділів Генштабу армії та Генштабу флоту з розробки воєнних операцій, міністри армії та флоту. 
Прем'єр-міністр Японії та міністр іноземних справ не належали організаційно до Генерального штабу. Задля вироблення спільних рішень Генштабу й уряду проводилась Узгоджувальна рада Генштабу й уряду.
Генеральний штаб Збройних сил Японії сповіщав Імператора та уряд про результати бойових операцій. Проте зі збільшенням поразок японських військ наприкінці Другої світової війни став подавати неправдиві доповіді, приховуючи реальний стан справ на фронті. Ці доповіді породили негативний вираз в японських урядових колах: «генштабівський звіт».